# Dicranota (Dicranota) argentea
Dicranota (Dicranota) argentea is een tweevleugelige uit de familie Pediciidae. De soort komt voor in het Nearctisch gebied.